# Ага-Хангільське сільське поселення
Ага́-Хангі́льське сільське поселення (рос. Ага-Хангильское сельское поселение) — сільське поселення у складі Могойтуйського району Забайкальського краю Росії.
Адміністративний центр — село Ага-Хангіл.

## Історія
2014 року було утворено села Гомбин-Хунди та Хайласан шляхом виділення частин із села Ага-Хангіл.

## Населення
Населення сільського поселення становить 1027 осіб (2019; 1330 у 2010, 1347 у 2002).

## Склад
До складу сільського поселення входять:
| Населений пункт    | Населення, осіб (2002) | Населення, осіб (2010) |
| ------------------ | ---------------------- | ---------------------- |
| Ага-Хангіл, село   | 1347                   | 1330                   |
| Гомбин-Хунди, село | -                      | -                      |
| Хайласан, село     | -                      | -                      |